# Fuente conmemorativa del doctor Samuel Mitchel Smith e hijos
La Fuente conmemorativa del doctor Samuel Mitchel Smith e hijos (en inglés, Dr. Samuel Mitchel Smith and Sons Memorial Fountain) es una escultura y un monumento de 1880 de William Walcutt, instalado en el Centro Médico Wexner de la Universidad Estatal de Ohio en Columbus, Ohio (Estados Unidos). El monumento de bronce y granito está dedicado a Samuel Mitchel Smith, cirujano general de Ohio durante la Guerra de Secesión y el primer profesor académico para el tratamiento de enfermos mentales en los Estados Unidos.
La estatua estuvo en el centro de la ciudad de Columbus en las calles Broad y High desde 1880 hasta 1915. Su mala ubicación en la calle provocó su traslado al Hospital St. Francis, sitio del actual Centro Médico Grant, donde permaneció hasta la demolición del hospital en 1957. Luego, la estatua se trasladó a la oficina de Franklinton del Departamento de Salud de Columbus, donde permaneció hasta que fue robada y recuperada en 1994. Luego se trasladó a su sitio actual, el Hospital Harding en el Centro Médico Wexner, en el campus de la Universidad Estatal de Ohio.

## Descripción

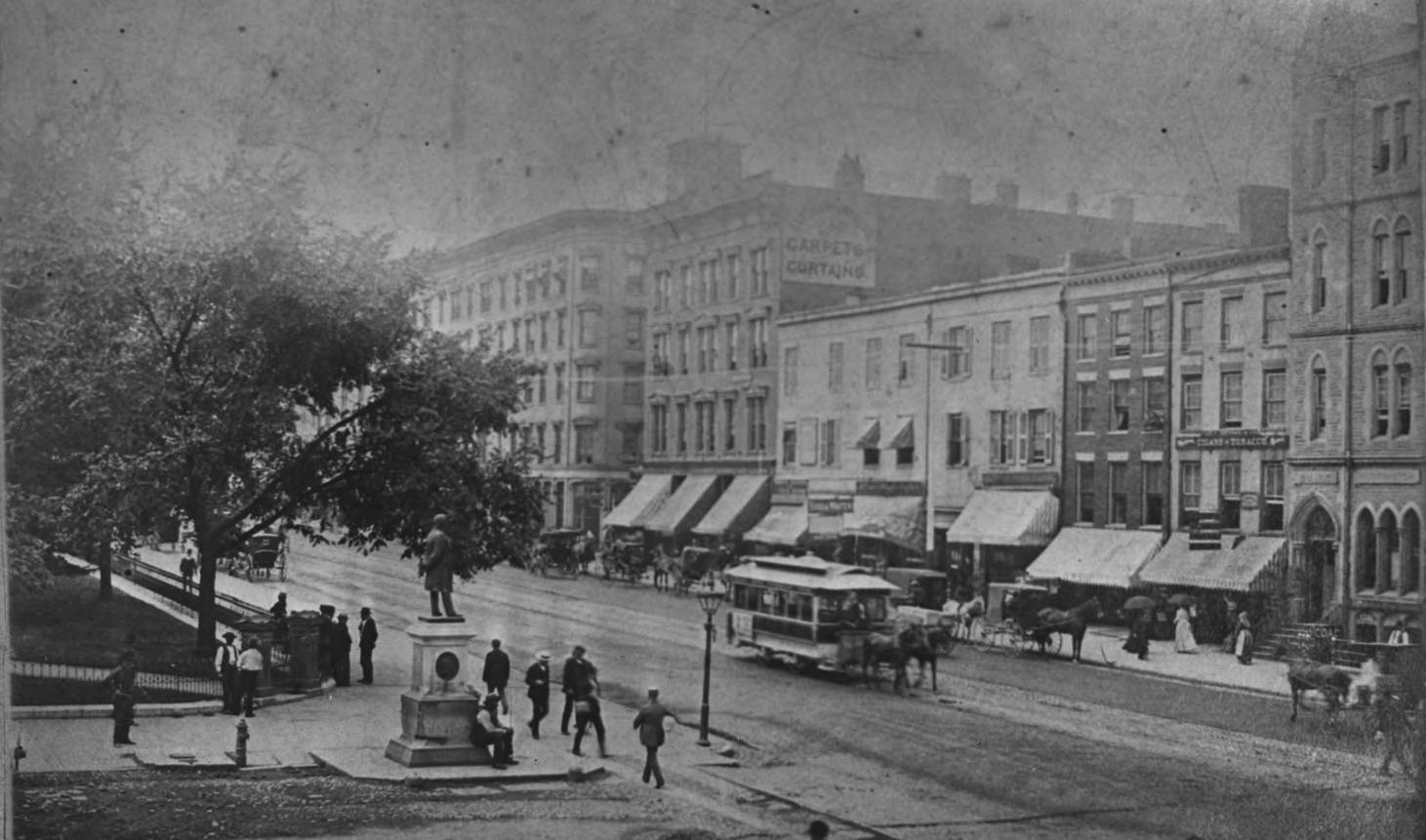
En Broad Street mirando hacia el sur por High Street, 1880

La escultura de bronce del doctor Samuel Mitchel Smith (1816–1874) fue esculpida en 1880 por el artista de Columbus William Walcutt. Smith fue el Cirujano General de Ohio durante la Guerra de Secesión (1862-1864) y el vigésimo quinto presidente de la Sociedad Médica del Estado de Ohio (1869-1870). También fue el primer profesor de psiquiatría (o su equivalente) en los EE. UU., en Willoughby Medical College (más tarde conocido como Starling Medical College; la actual Facultad de Medicina de la Universidad Estatal de Ohio). Smith luego se desempeñó como decano de la escuela, de 1849 a 1858, y nuevamente de 1860 a 1863.
La estatua mide aproximadamente 19,8 x 0,6 x 7,6 m y pesa 408 kg. Descansa sobre una base de granito de aproximadamente 2,4 x 1,5 x 1,5 m y un peso de 14 t. Su figura de tamaño completo se muestra con una levita y con las manos cruzadas detrás de la espalda. Dos lados de la base muestran camafeos ovalados de bronce con perfiles de los dos hijos fallecidos del médico, Charles y Samuel. El lado izquierdo representa a su hijo Charles, quien murió el mismo año, 1874, a la edad de 21 años, mientras que el derecho representa a su hijo Samuel, quien murió en 1878 a la edad de 30 años. El frente de la base tiene una fuente, antiguamente en funcionamiento. La fuente consta de un pico de cabeza de animal ornamental y un lavabo semioctogonal. La base de la fuente se eligió porque la familia quedó impresionada con las estatuas de fuentes para beber que vieron en Europa. Según los informes, Smith prefirió la idea de una fuente de agua potable social y utilizable a una lápida en un cementerio. La inscripción de la estatua dice "Fuente conmemorativa, al doctor Samuel Mitchel Smith y sus hijos, 1880".
En 1994, la estatua fue valorada por la ciudad en 25 000 dólares, aunque su costo de reemplazo superaría eso debido a su altura de casi siete pies y su composición de bronce.

## Historia

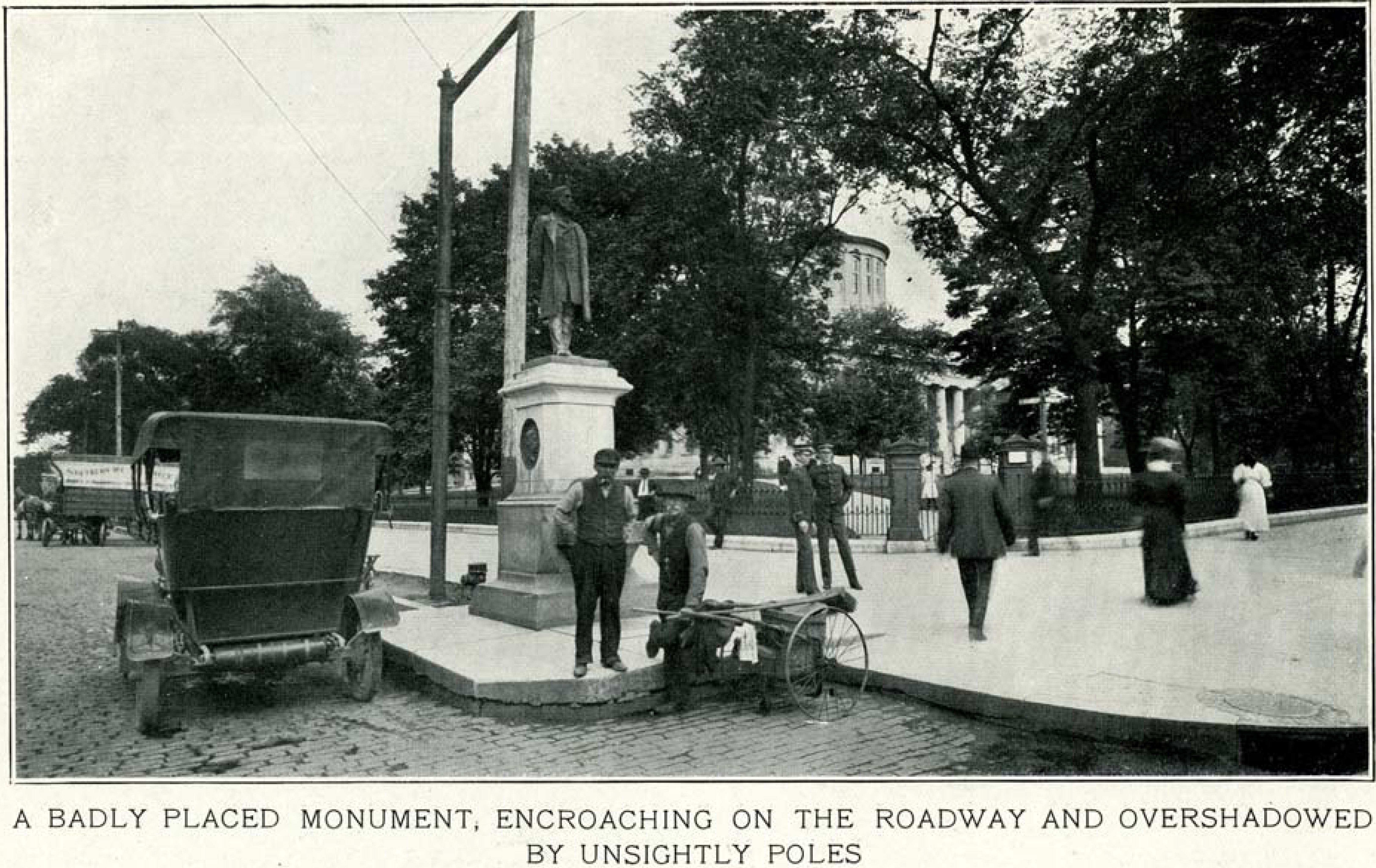
Ubicación original

La fuente conmemorativa del doctor Samuel Mitchel Smith and Sons fue desarrollada como un monumento al médico por su viuda e hijas, cinco años después de su muerte en 1874. Fue forjado en Kelby Foundry en el estado de Nueva York.
El monumento se instaló originalmente en la esquina sureste de las calles Broad y High hacia 1880. Se autorizó en 1879 y se inauguró oficialmente el Día de los Caídos en 1881, y luego se entregó como regalo a la ciudad. La estatua fue una característica del Plan Columbus de 1908; la ubicación de la estatua interfería con el tráfico, ya que se instaló en la acera que sobresalía hacia Broad Street. Este problema, así como la falta de funcionamiento de la fuente y la desfiguración por vandalismo, impulsaron su primer movimiento.

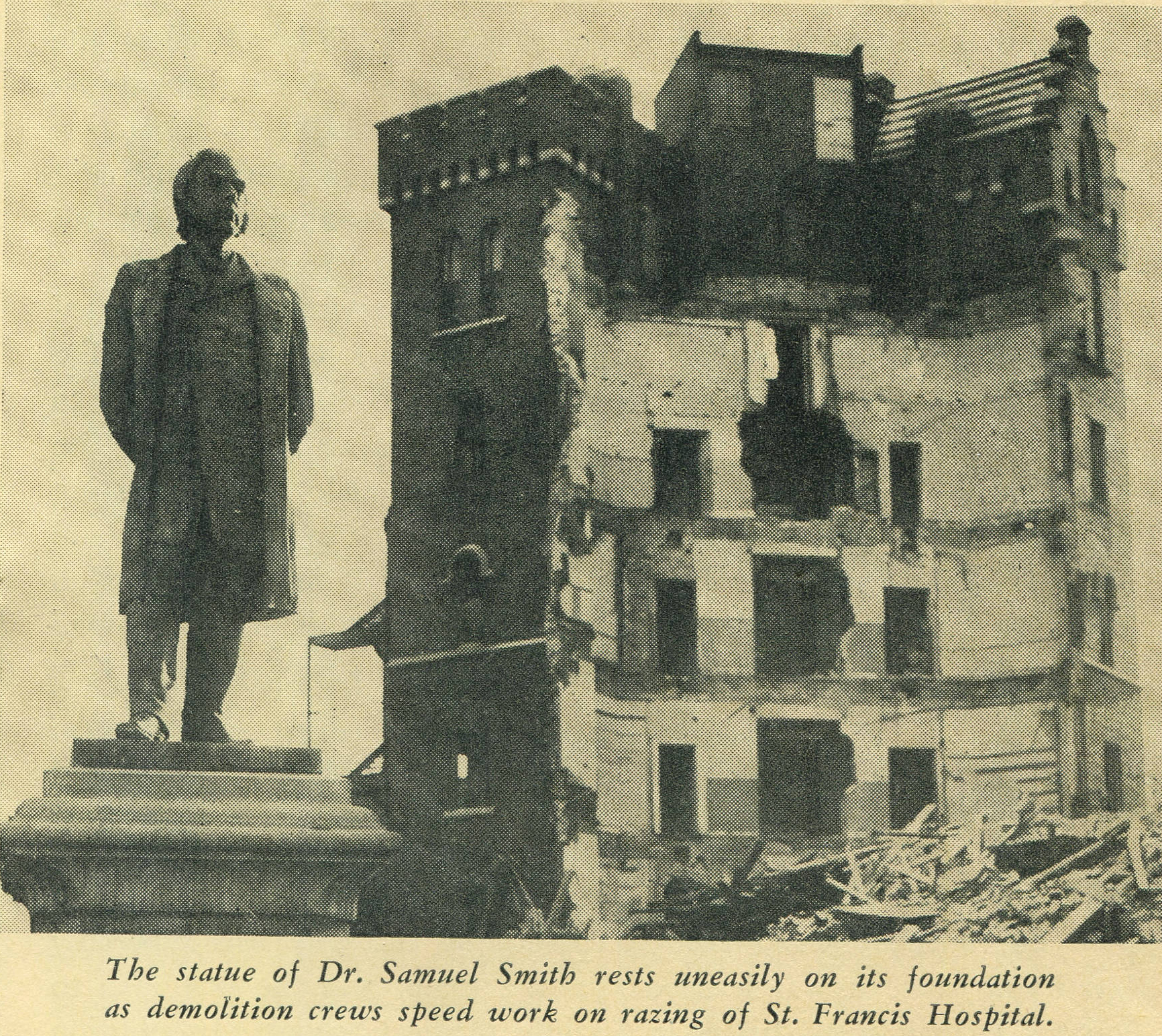
La estatua frente al Hospital St. Francis mientras es derribada, 1957

En 1915, después de 35 años, se trasladó al Starling Medical College (también conocido como St. Francis Hospital) en la intersección de las calles State y Sixth. El movimiento llevó a los admiradores de la estatua a creer que escapó de ser adornada con un sombrero, un hecho que ocurría cada otoño por un visitante desconocido, aunque los actos continuaron. La estatua estuvo allí durante 42 años. Alrededor de 1957, el hospital fue desgarrado y reemplazado por el Grant Medical Center, de mayores proporciones. La estatua fue vista como en peligro inminente. El presidente del Ayuntamiento de Columbus sugirió que se trasladara al Centro de Salud y Seguridad de la Ciudad (las oficinas del Departamento de Salud de Columbus ), donde se almacenó temporalmente en su sótano. Varios meses después, se colocó en el jardín delantero, en la esquina sureste de la península de Scioto, donde la estatua miró hacia el centro de Columbus durante 37 años. En 1987, los psiquiatras locales honraron a Smith por sus ideas pioneras al visitar su estatua. La estatua fue inspeccionada por el programa "Save Outdoor Sculpture!" del Instituto Smithsoniano en 1993.

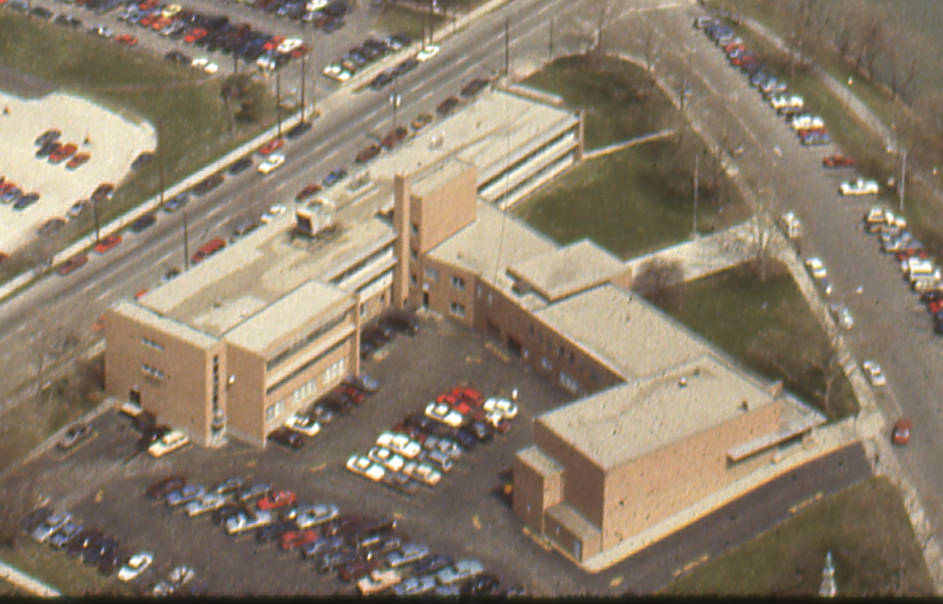
La estatua (abajo a la derecha), por el Departamento de Salud de Columbus, 1992

El presidente del departamento de psiquiatría de la Universidad Estatal de Ohio comenzó a buscar la reubicación de la estatua en el campus a mediados de la década de 1980. Sin embargo, antes de que esto pudiera suceder, la estatua fue robada del sitio del Centro de Salud. El robo de octubre de 1994 condujo a la venta de la estatua a un comerciante de antigüedades en Atlanta y la reventa a un comerciante en Durham por 6800 dólares. Luego, la estatua fue confiscada por la policía de Durham. Un ex comerciante de antigüedades del área de Columbus fue arrestado por el robo. La policía de Columbus afirmó que él y otros buscaban robar una estatua del presidente James A. Garfield. El hombre fue multado y condenado a 90 días de prisión. El daño a los zapatos de la estatua indicó su robo a un promotor de antigüedades del área de Columbus que la vio en Atlanta, quien también recibió un aviso de que la estatua podría ser la robada en Columbus.
La estatua fue devuelta a Columbus para su restauración en diciembre de 1994. Después de la restauración, la estatua se colocó en el Harding Hospital, el entonces nuevo edificio de psiquiatría del estado de Ohio en el campus del Wexner Medical Center. El edificio se inauguró en marzo de 1994 con la estatua en mente; en ese momento se creó una base para la estatua fuera de la entrada de Upham Drive.

## Galería

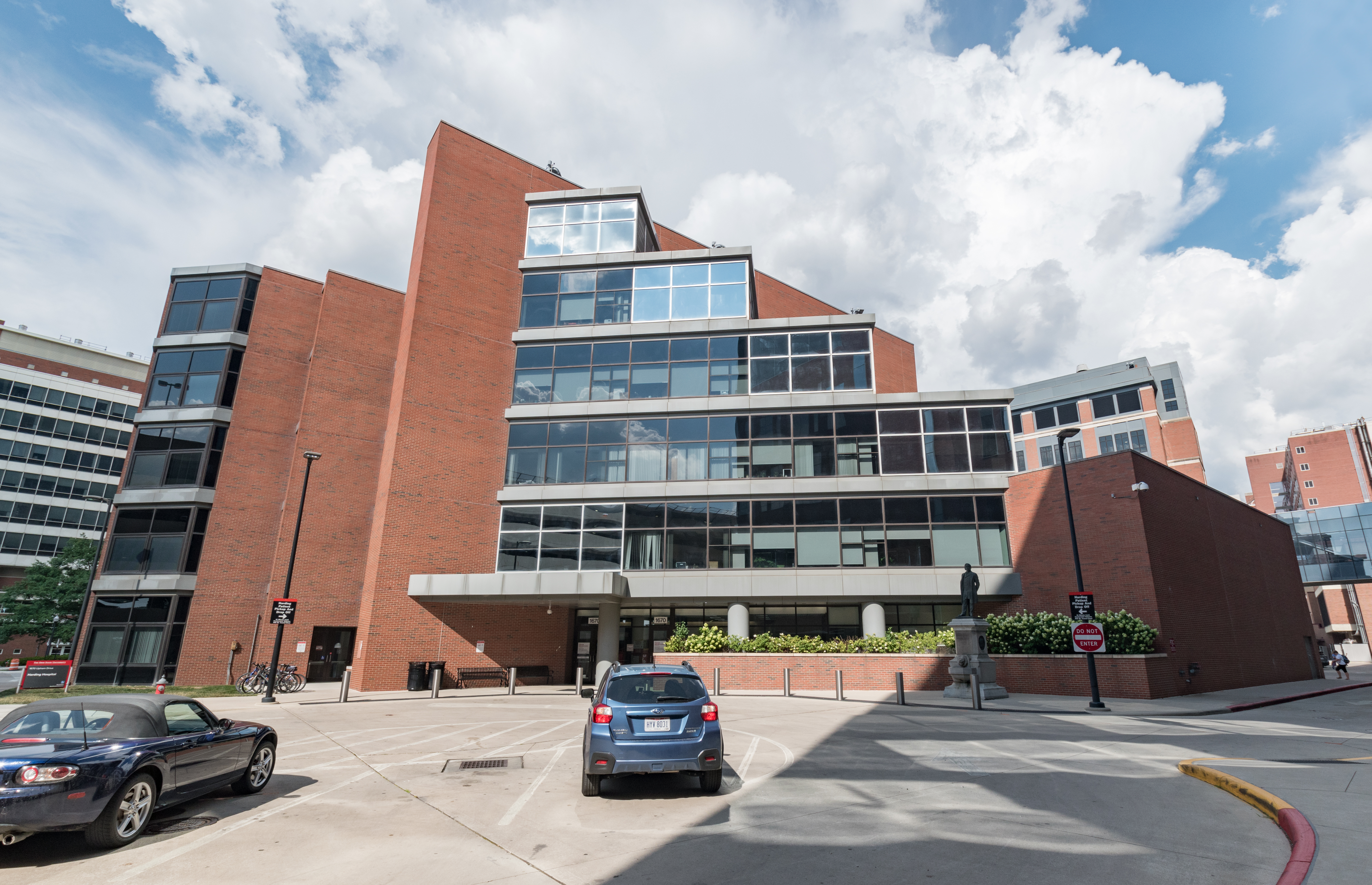
Hospital Harding
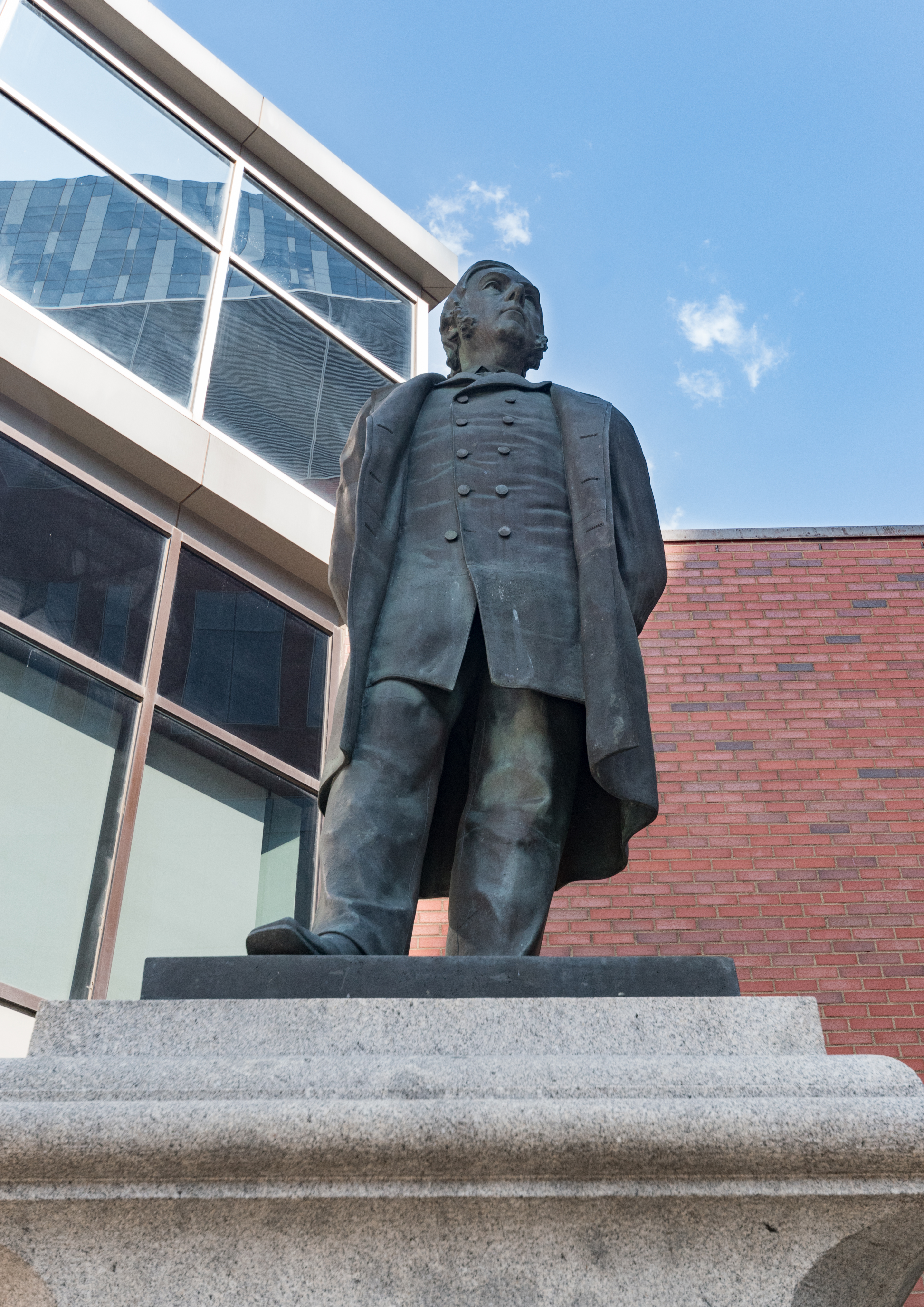
Estatua
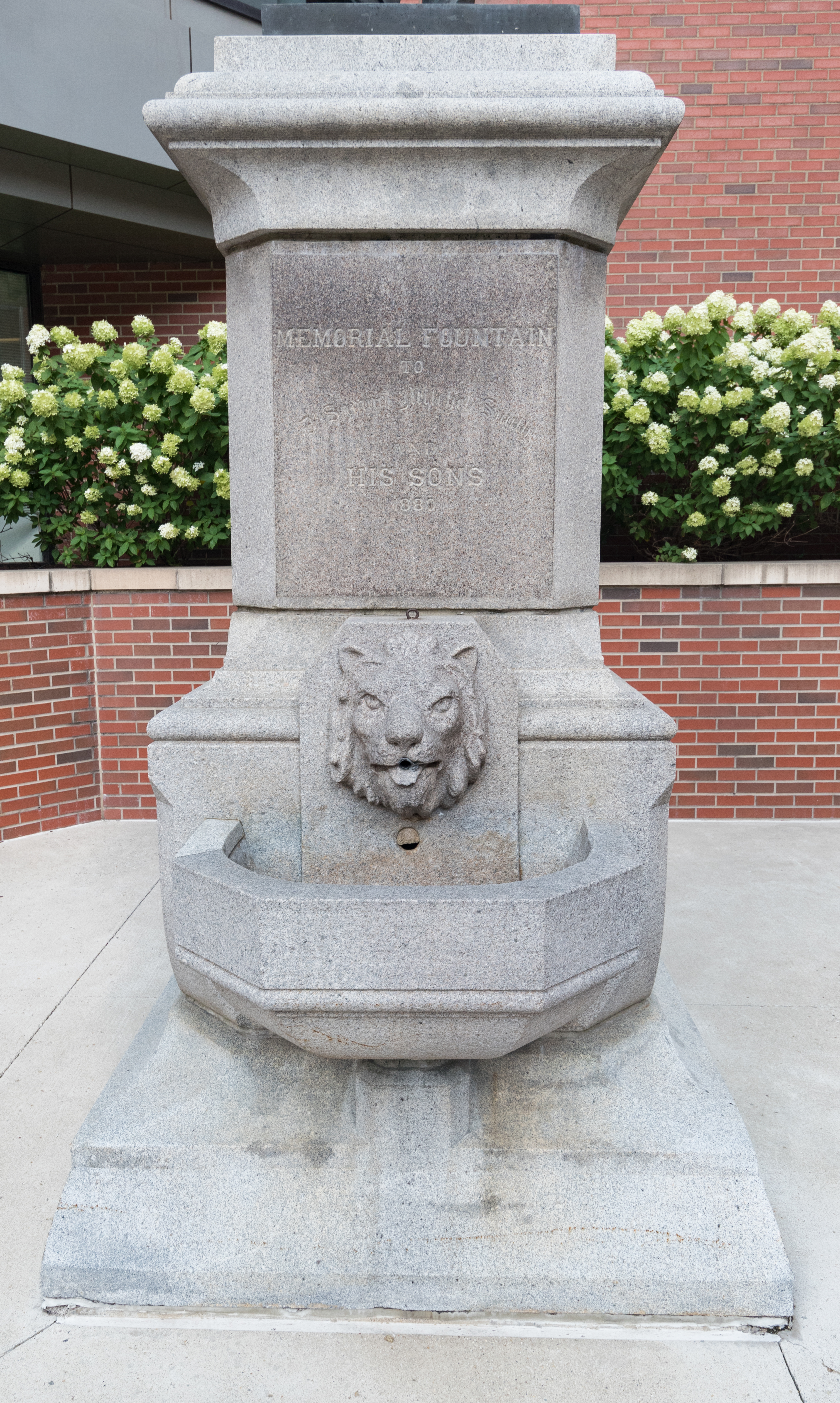
Pedestal
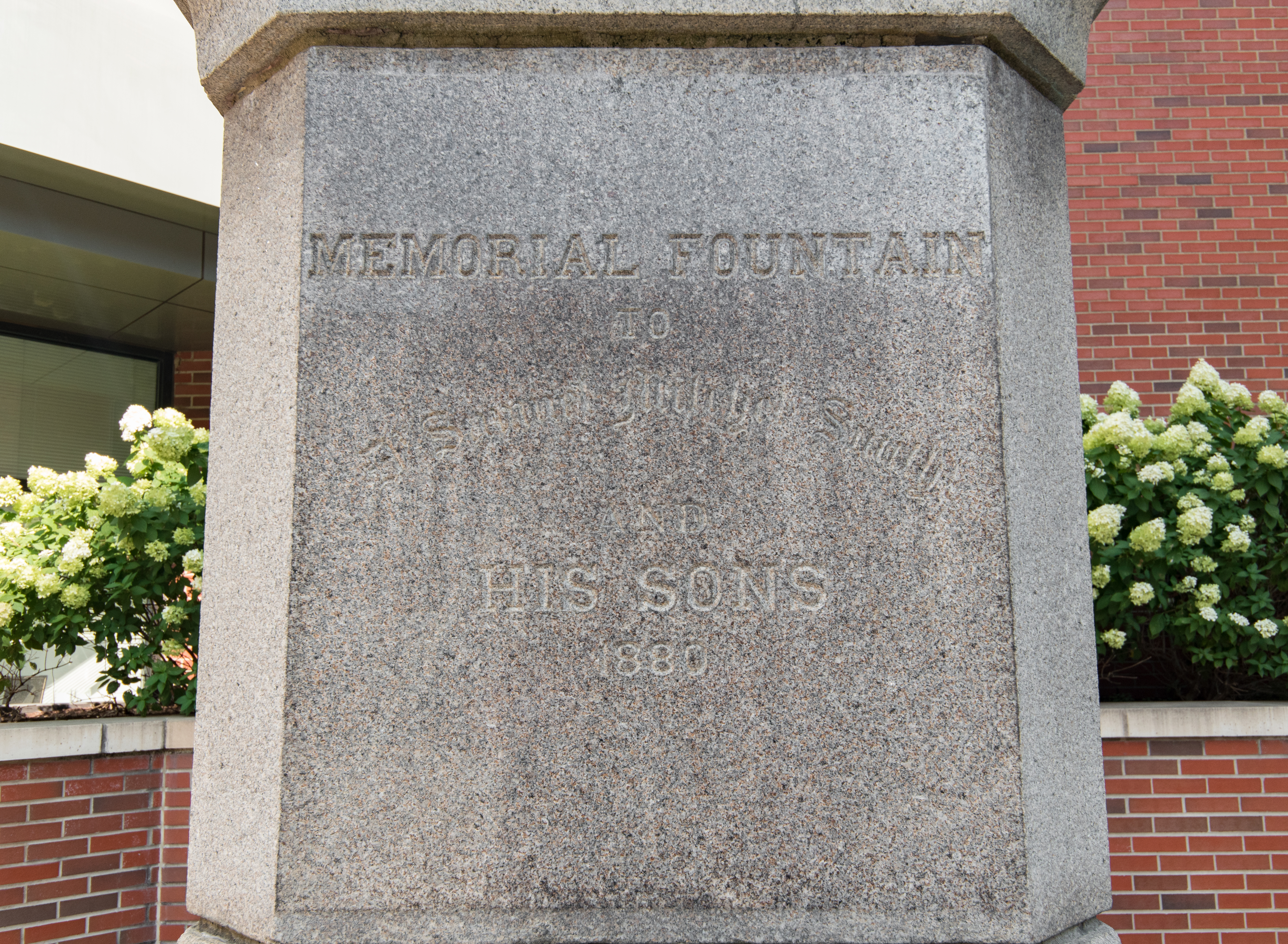
Inscripción frontal
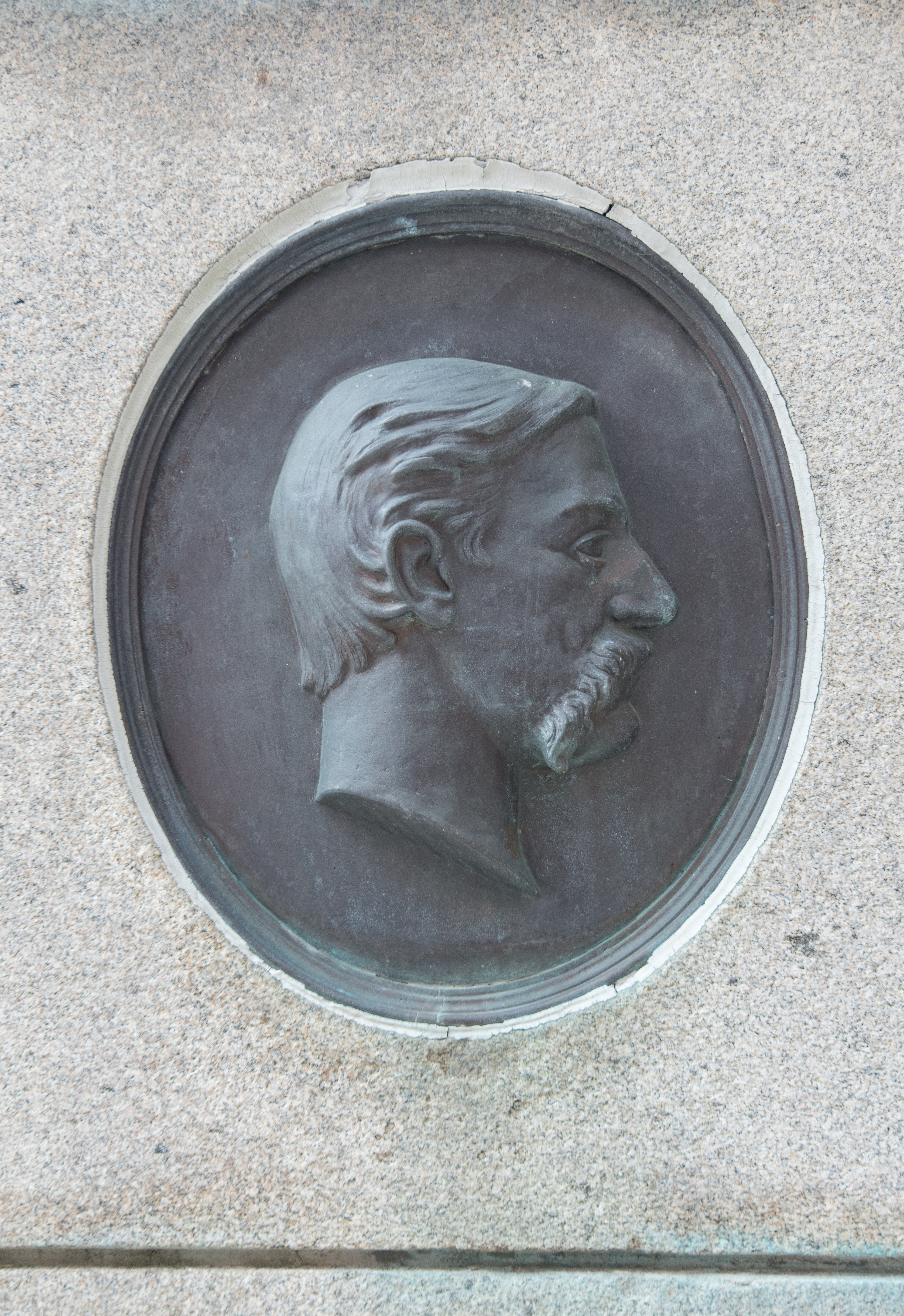
Lado derecho
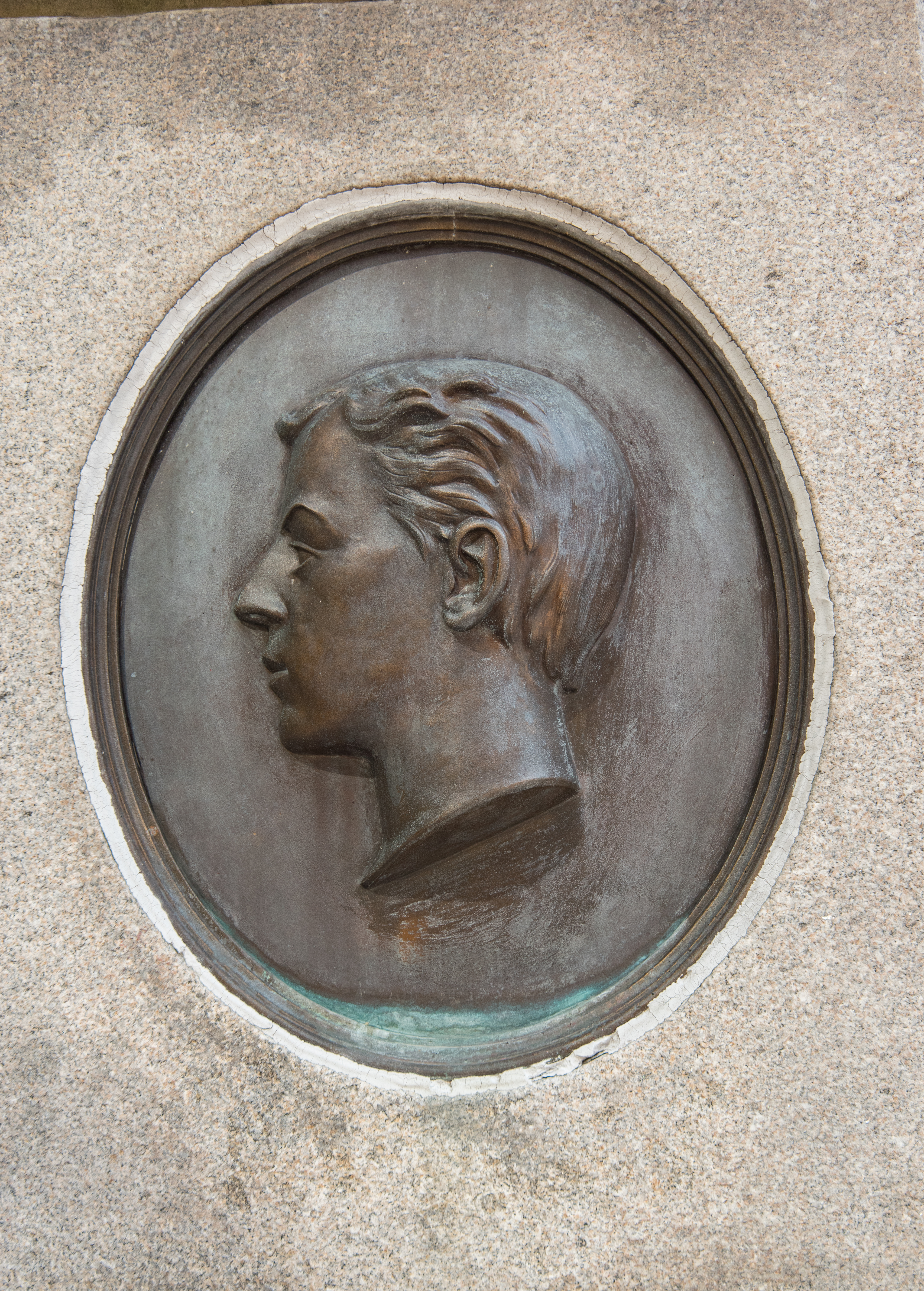
Lado izquierdo
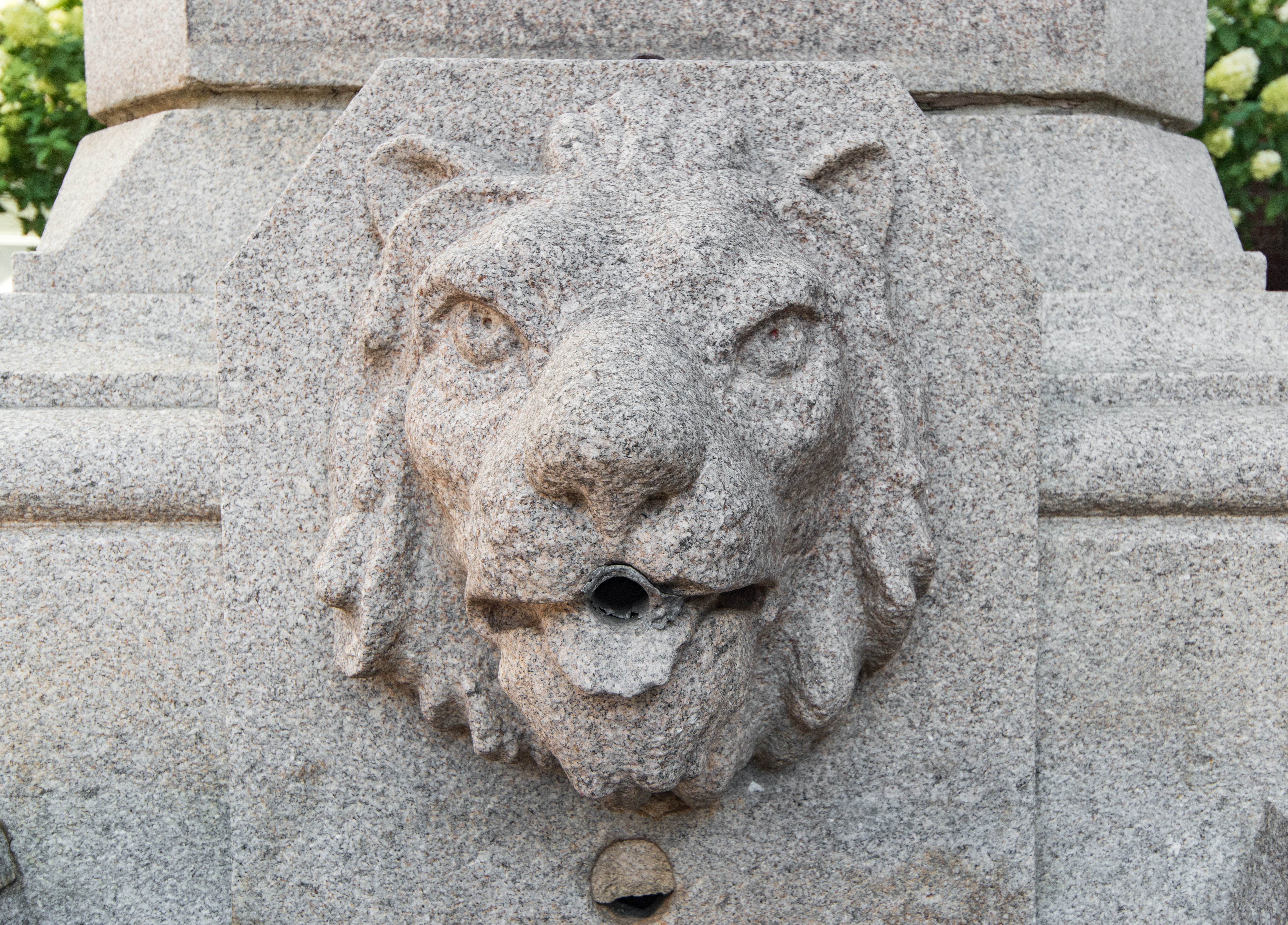
Caño de fuente